# 恨死隔籬屋
《恨死隔籬屋》，是Now香港台的一個外購電視節目。節目主持人Colin及Justin 是一對外國室內設計師，每集以個案研究形式將一間獨立屋、由舊屋改造成新設計的住宅，過程包括住宅室內設計、美學常識教育、項目管理等，以真人秀方式反映項目發展時常遇上的問題，包括設計師跟業主、項目經理、人事管理、質量控制、時間管理的矛盾。每每結局都是荷里活影片式完美，恨死隔籬屋。
節目首描時間: 星期日晚7:30PM 